# Gunnar Samuelsson (militär)
Karl Gunnar Samuelsson, född den 3 juli 1904 i Vists församling, Östergötlands län, död den 19 mars 1973 i Sörby församling, Kristianstads län, var en svensk militär. Han var måg till Ragnar Barnekow.
Samuelsson avlade studentexamen i Linköping 1923. Han blev fänrik vid Livregementets grenadjärer 1925 och löjtnant där 1929. Efter att ha genomgått Krigshögskolan 1934–1936 blev Samuelsson kapten 1940. Han var avdelningschef vid Arméns underofficersskola 1937–1941, adjutant där 1941–1942 och kompanichef där 1942–1944. Samuelsson blev major vid Norra skånska infanteriregementet 1945 och V. militärbefälhavarstaben 1949. Han befordrades till överstelöjtnant 1951 och till överste 1955. Samuelsson tjänstgjorde vid arméstaben 1951–1954, var chef för Arméns underofficersskola 1954–1957, befälhavare i Uppsala-Västerås försvarsområde 1957–1962 och tillförordnad avdelningschef och chef för arméstabens bibliotek 1962–1964. Han genomgick Försvarshögskolan 1958. Samuelsson blev riddare av Svärdsorden 1946.